# Joey Baron
Joey Baron (ur. 26 czerwca 1955 w Richmond) – amerykański perkusista jazzowy.
Najbardziej znany jest z występów w zespołach Billa Frisella, Stana Getza oraz Johna Zorna. Współpracował również z filharmonią w Los Angeles, Tonym Bennettem, Carmen McRae, Laurie Anderson, Johnem Scofieldem, Alem Jarreau, Jimem Hallem, Dizzym Gillespie, Artem Pepperem, Johnem Abercrombie i Timem Berne'em.
W roku 1990 wystąpił w filmie Nicolasa Humberta i Wernera Penzela Step Across the Border z muzyką Freda Fritha.

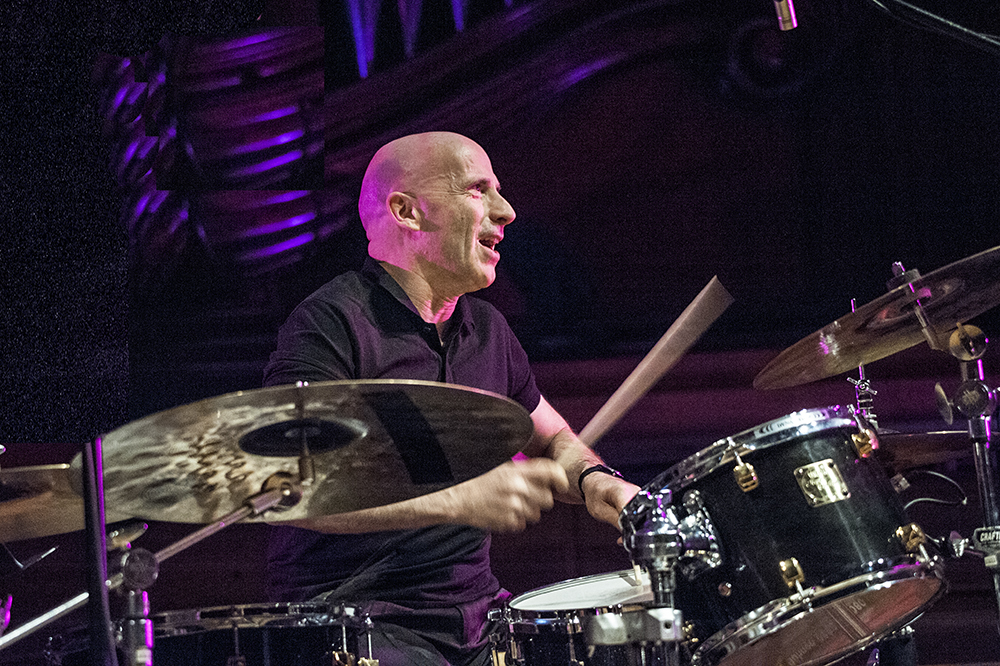
Występ z Tomaszem Stańko w Filharmonii Warszawskiej - grudzień 2010 r.

## Wybrana dyskografia
- 1993 – Tongue in Groove
- 1994 – RAIsed Pleasure Dot
- 1995 – Live (wraz z Kermitem Driscollem i Billem Frisellem)
- 1997 – Down Home
- 1998 – Crackshot
- 2000 – We'll Soon Find Out